# كثيب لفرانك هربرت (لعبة فيديو)
كثيب لفرانك هربرت (بالإنجليزية: Frank Herbert's Dune)‏ هي لعبة فيديو ومغامرات صدرت عام 2001 استنادًا إلى المسلسل القصير الذي يحمل نفس الاسم والذي بثته قناة ساي فاي عام 2000. لم تحقق اللعبة نجاحًا تجاريًا أو نقديًا، وكانت واحدة من آخر الألعاب التي أنتجتها شركة كراي إنتراكتيف، والتي أفلست بعد فترة وجيزة من فشل اللعبة.

## وصلات خارجية
- كثيب لفرانك هربرت على موبي غيمز (بالإنجليزية)
- الصفحة الرئيسية الرسمية  باللغة الفرنسية على موقع واي باك مشين (نسخة محفوظة 2004-04-11)